# Saku Mäenalanen
Saku Petteri Mäenalanen (* 29. Mai 1994 in Tornio) ist ein finnischer Eishockeyspieler, der seit September 2023 bei den SCL Tigers aus der Schweizer National League (NL) unter Vertrag steht. In seiner Heimat wurde Mäenalanen mit Oulun Kärpät bereits dreimal finnischer Meister. Darüber hinaus gewann er mit der finnischen Nationalmannschaft im Jahr 2022 jeweils die Goldmedaille bei den Olympischen Winterspielen und der Weltmeisterschaft.

## Karriere
Mäenalanen begann seine Karriere bei Oulun Kärpät. 2010 wechselte er für ein Jahr in die U18-Mannschaft des Lokalrivalen Kiekko-Laser, mit der er Meister in der II-divisioona der B-Junioren wurde, bevor er nach Oulu zurückkehrte. Dort spielte er zunächst eine Spielzeit in der SM-Sarja der B-Junioren und von 2012 bis 2014 in der Nuorten SM-liiga der A-Junioren. Dabei wurde er 2013 als bester Vorlagengeber in das All-Star-Team berufen. Anschließend wurde er beim NHL Entry Draft 2013 von den Nashville Predators in der fünften Runde an insgesamt 125. Position gezogen. Er blieb jedoch bei seinem Stammverein und wurde mit ihm 2014 finnischer Vizemeister der A-Junioren.
Parallel gab Mäenalanen in der Saison 2013/14 sein Debüt für Oulun Kärpät in der SM-liiga. In seiner ersten Spielzeit in der höchsten Spielklasse Finnlands kam er bereits auf 25 Einsätze und gewann mit seinem Klub die finnische Meisterschaft. Er wurde aber auch leihweise beim Zweitligisten Jokipojat eingesetzt, für den er fünfzehnmal auflief. Auch in der folgenden Saison spielte der Finne weiterhin für das Team aus Oulu in der Liiga und verteidigte mit ihm den Meistertitel erfolgreich, wurde aber weiterhin auch leihweise von anderen Klubs eingesetzt: Neben acht Spielen beim Ligakonkurrenten Pelicans stand er 17-mal bei Kajaanin Hokki in der zweitklassigen Mestis auf dem Eis.
Zur Saison 2017/18 steigerte Mäenalanen seine persönliche Statistik deutlich, so erzielte er 46 Scorerpunkte in 59 Spielen und feierte mit Kärpät die dritte finnische Meisterschaft. In der Folge entschloss sich Mäenalanen zu einem Wechsel nach Nordamerika und unterzeichnete im Mai 2018 einen Einjahresvertrag bei den Carolina Hurricanes aus der National Hockey League (NHL). Die von den Nashville Predators im NHL Entry Draft erworbenen Spielerrechte an ihm waren bereits abgelaufen.
Nach einem Jahr in Nordamerika, in dem er zu etwa gleichen Teilen bei den Hurricanes und deren Farmteam eingesetzt wurde, den Charlotte Checkers aus der American Hockey League (AHL), kehrte der Angreifer in seine finnische Heimat zurück und schloss sich im September 2019 den Jokerit aus Helsinki an. 2021 verließ er den KHL-Klub und kehrte wieder zu Oulun Kärpät zurück. Nach den Erfolgen mit der Nationalmannschaft im Jahre 2022 kehrte er im Juli 2022 im Rahmen eines Einjahresvertrag bei den Winnipeg Jets in die NHL zurück, erhielt aber keinen Anschlussvertrag. Im September 2023 unterzeichnete er, nachdem ein Probeengagement bei der Colorado Avalanche nicht erfolgreich gewesen war, einen Dreijahresvertrag mit Gültigkeit bis zum Saisonende 2025/26 bei den SCL Tigers aus der Schweizer National League.

### International
Saku Mäenalanen vertrat Finnland bei Weltmeisterschaften im Juniorenbereich lediglich bei der U20-Weltmeisterschaft 2014 in Malmö. Dabei war er als Torschützenkönig des Turniers mit sieben Toren aus sieben Spielen maßgeblich am ersten Gewinn der Goldmedaille seit 1998 beteiligt. Zudem war er mit elf Punkten drittbester Scorer des Turniers hinter seinem Landsmann Teuvo Teräväinen und dem Schweden Filip Forsberg.
Für die finnische Nationalmannschaft debütierte er im Rahmen der Weltmeisterschaft 2018 und belegte dort mit dem Team den fünften Platz. Bei der Weltmeisterschaft 2021 stand er erneut im finnischen Kader und wurde mit der Mannschaft Vizeweltmeister, wobei er beim 3:2-Erfolg nach Verlängerung gegen Lettland die 1:0-Führung erzielte. Ein Jahr später nahm er auch an den Olympischen Winterspielen 2022 in der chinesischen Hauptstadt Peking teil, wo die finnische Auswahl die erste Goldmedaille ihrer Geschichte errang. Im selben Jahr gelang ihm auch bei der Weltmeisterschaft der Titelgewinn.

## Erfolge und Auszeichnungen
| - 2011 Meister der II-divisioona der B-Junioren mit Kiekko-Laser - 2013 Bester Vorlagengeber der B-Junioren-Liiga-Hauptrunde - 2013 B-Junioren-Liiga All-Star-Team - 2014 Finnischer A-Junioren-Vizemeister mit Oulun Kärpät | - 2014 Finnischer Meister mit Oulun Kärpät - 2015 Finnischer Meister mit Oulun Kärpät - 2018 Finnischer Meister mit Oulun Kärpät |

### International
| - 2014 Goldmedaille bei der U20-Junioren-Weltmeisterschaft - 2014 Bester Torschütze der U20-Junioren-Weltmeisterschaft - 2021 Silbermedaille bei der Weltmeisterschaft | - 2022 Goldmedaille bei den Olympischen Winterspielen - 2022 Goldmedaille bei der Weltmeisterschaft |

## Karrierestatistik
Stand: Ende der Saison 2024/25

### International
Vertrat Finnland bei:
| - U20-Junioren-Weltmeisterschaft 2014 - Weltmeisterschaft 2018 - Weltmeisterschaft 2021 | - Olympische Winterspiele 2022 - Weltmeisterschaft 2022 - Weltmeisterschaft 2024 |

(Legende zur Spielerstatistik: Sp oder GP = absolvierte Spiele; T oder G = erzielte Tore; V oder A = erzielte Assists; Pkt oder Pts = erzielte Scorerpunkte; SM oder PIM = erhaltene Strafminuten; +/− = Plus/Minus-Bilanz; PP = erzielte Überzahltore; SH = erzielte Unterzahltore; GW = erzielte Siegtore; 1 Play-downs/Relegation; Kursiv: Statistik nicht vollständig)